# Edward Malesic
Edward Charles Malesic (ur. 14 sierpnia 1960 w Harrisburgu, Pensylwania) – amerykański duchowny katolicki, biskup Cleveland od 2020.

## Życiorys
Święcenia kapłańskie otrzymał 30 maja 1987. Został inkardynowany do diecezji Harrisburg. Przez wiele lat pracował w sądzie biskupim jako m.in. audytor, obrońca węzła małżeńskiego, a także jako wikariusz sądowy. Był też kapelanem kilku szkół wyższych.
24 kwietnia 2015 papież Franciszek mianował do biskupem ordynariuszem diecezji Greensburg. Sakry udzielił mu 13 lipca 2015 metropolita Filadelfii - arcybiskup Charles Chaput.
16 lipca 2020 został mianowany biskupem ordynariuszem diecezji Cleveland. Ingres do katedry diecezjalnej odbył 14 września 2020 roku.